# Museo della merda
Il Museo della merda è un museo sito a Gragnano Trebbiense, all'interno di Castelbosco, in provincia di Piacenza. Inaugurato nel 2015, ospita opere d'arte contemporanea realizzate con sterco di vacca, ma anche oggetti di design, come piatti, bicchieri, tavoli e sedute, realizzati in "merdacotta", un materiale ottenuto a partire dal letame bovino lavorato come fosse terracotta.

## Storia

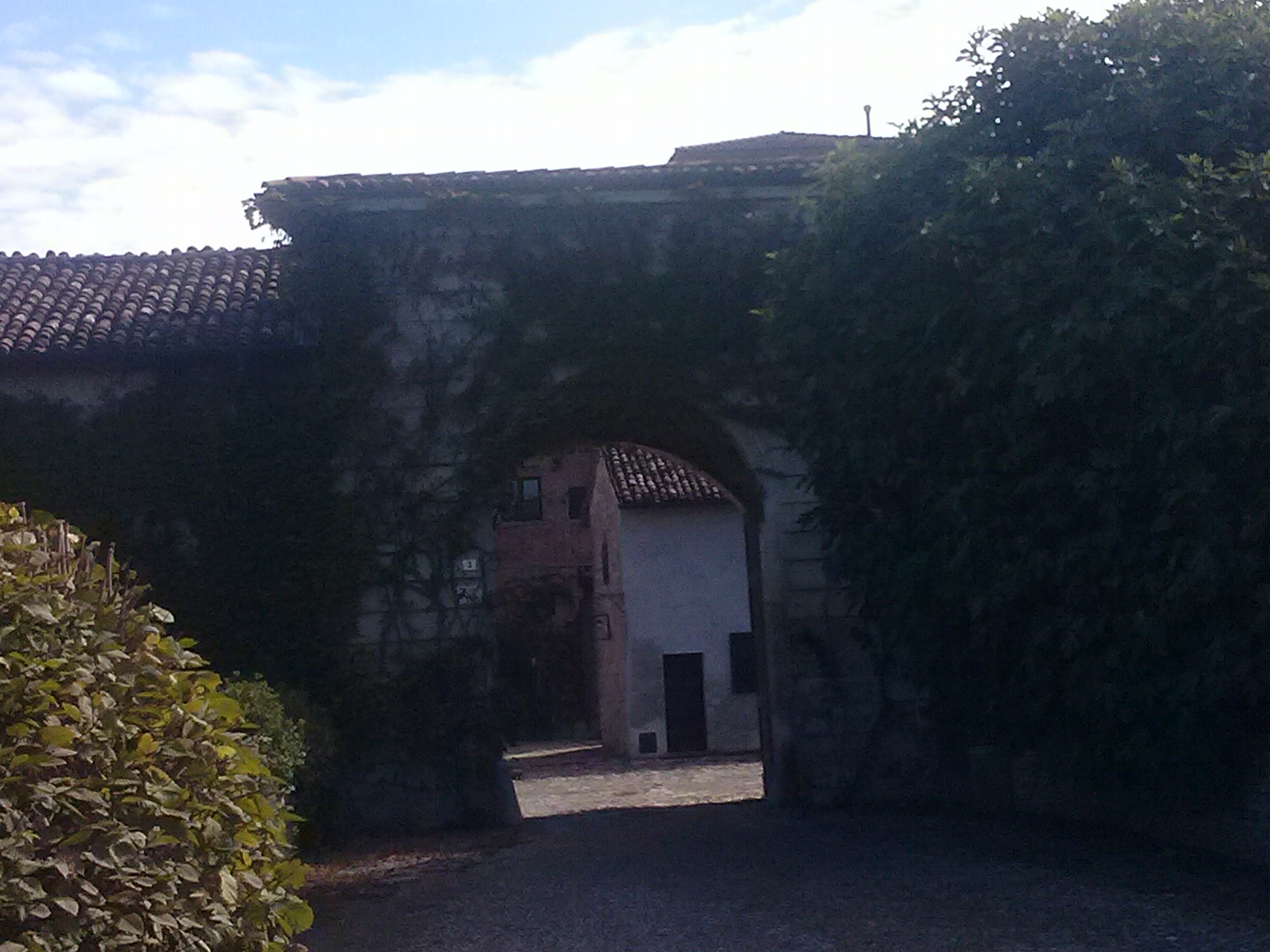
L'ingresso di Castelbosco

Il Museo della merda nasce nel 2015 su idea dell'imprenditore agricolo Gianantonio Locatelli in collaborazione con l'architetto Luca Cipelletti e gli artisti Gaspare Luigi Marcone e Massimo Valsecchi.
Il museo, sito nel castello della famiglia Localli, Castelbosco, si inserisce in un territorio vocato all'allevamento di vacche per la produzione di latte per il Grana Padano. Nell'azienda di Locatelli sono presenti circa 3 500 bovini che, oltre 500 quintali di latte, producono anche 1 500 quintali di sterco. Il fondatore del museo ha così deciso di utilizzare parte di quelle deiezioni in un progetto ecologico, produttivo e culturale: inizialmente ricavando elettricità dallo sterco per riscaldare gli edifici e gli uffici dell'azienda, e concime per i campi agricoli della zona.
Successivamente ha coinvolto diversi amici artisti, con i quali ha definito l'idea del Museo della merda. Tra i primi, David Tremlett ha dipinto i digestori per la produzione di energia elettrica, mentre Anne e Patrick Poirier hanno dato vita a un'opera di land art incrociando botanica e allegoria.
Le prime sale del museo, al piano terra di Castelbosco, sono state inaugurate il 5 maggio 2015.

## Collezioni
Il piano terra del museo ospita diversi esempi, attuali e passati, di concezione e utilizzo degli escrementi, dallo scarabeo stercorario, sacro agli egizi e simbolo del museo, all'uso dello sterco come materiale da costruzione in diverse zone del pianeta, per arrivare a vere e proprie opere d'arte che hanno come tema l'uso e il riuso di scarti e rifiuti.
Tra le opere, sono presenti l'Alfabeto di Claudio Parmiggiani, composto da 22 fotografie realizzate da Luigi Ghirri, Il grano di Gianfranco Baruchello, del 1975 e Capanna a Ksar Esegir (Tangeri) Marocco, un'opera di fotografia e tecnica mista di Claudio Costa.
L'allestimento museale Shit Evolution di Luca Cipelletti ha ricevuto nel 2016 il Milano Design Award.